# City Burials
City Burials è l'undicesimo album in studio del gruppo musicale svedese Katatonia, pubblicato il 24 aprile 2020 dalla Peaceville Records.

## Descrizione
Si tratta del primo album in studio uscito a distanza di quattro anni da The Fall of Hearts nonché il primo pubblicato a seguito di una pausa decisa di comune accordo tra i componenti del gruppo nel 2017 a causa dello stress causato dalle continue tournée intraprese. Le sonorità presentano un'unione degli elementi heavy metal tipici degli esordi del gruppo con quelli più progressive che hanno caratterizzato le ultime pubblicazioni, il tutto condito con influenze darkwave ed elettroniche.
L'album rappresenta inoltre il primo nella storia dei Katatonia ad essere stato interamente scritto e composto dal frontman Jonas Renkse, in quanto il chitarrista Anders Nyström stava attraversando la fase del blocco dello scrittore e di conseguenza si è maggiormente concentrato sulle fasi di produzione e direzione artistica. Lo stesso chitarrista ha successivamente rivelato che City Burials avrebbe dovuto essere il debutto solista effettivo di Renkse ma ritenne che i brani scritti dal frontman fossero un potenziale materiale adatto ai Katatonia.

## Promozione
L'album è stato annunciato il 30 gennaio 2020 parallelamente allo streaming del primo singolo Lacquer, pubblicato come tale il giorno seguente. Riguardo al significato del titolo e alla copertina, il chitarrista Nyström, durante la presentazione del disco, ha dichiarato:
Il 19 marzo 2020 i Katatonia hanno presentato il video musicale per la seconda traccia Behind the Blood, pubblicato il giorno dopo come singolo, mentre il 22 aprile è stato distribuito il terzo singolo The Winter of Our Passing, quest'ultimo accompagnato da un video animato reso disponibile in concomitanza con l'uscita di City Burials.
Il 9 maggio 2020 il gruppo ha tenuto un concerto in live streaming presso lo Studio Gröndahl di Stoccolma, durante il quale hanno portato al debutto i tre singoli dell'album. Tale esibizione è stata in seguito immortalata nell'album dal vivo Dead Air, pubblicato nello stesso anno.

## Tracce
Testi e musiche di Jonas Renkse, eccetto dove indicato.
1. Heart Set to Divide – 5:29
2. Behind the Blood – 4:37
3. Lacquer – 4:42
4. Rein – 4:20
5. The Winter of Our Passing – 3:18
6. Vanishers – 4:56
7. City Glaciers – 5:30
8. Flicker – 4:44
9. Lachesis – 1:54
10. Neon Epitaph – 4:31
11. Untrodden – 4:29

Tracce bonus nell'edizione LP
1. Closing of the Sky – 5:26

Traccia bonus nelle edizioni giapponese e digitale
1. Fighters – 3:37 (Enter the Hunt) – originariamente interpretata dagli Enter the Hunt

Tracce bonus nell'edizione deluxe
1. Closing of the Sky – 5:26
2. Fighters – 3:37 (Enter the Hunt) – originariamente interpretata dagli Enter the Hunt

## Formazione
Gruppo
- Jonas Renkse – voce, arrangiamento
- Anders Nyström – chitarra, arrangiamento
- Roger Öjersson – chitarra, arrangiamento
- Niklas Sandin – basso, arrangiamento
- Daniel Moilanen – batteria, arrangiamento

Altri musicisti
- Joakim Karlsson – programmazione della batteria (traccia 3)
- Anni Bernhard – voce aggiuntiva (traccia 6)

Produzione
- Anders Nyström – produzione, direzione artistica
- Jonas Renkse – produzione, direzione artistica
- Anders Eriksson – coproduzione tastiera, programmazione, montaggio
- Karl Daniel Lidén – ingegneria del suono
- Jacob Hansen – missaggio, mastering
- Lasse Hoile – copertina, fotografia
- Beech – grafica, progettazione

## Classifiche
| Classifica (2020)          | Posizione massima |
| -------------------------- | ----------------- |
| Austria                    | 10                |
| Belgio (Fiandre)           | 71                |
| Finlandia                  | 5                 |
| Germania                   | 6                 |
| Paesi Bassi                | 41                |
| Polonia                    | 3                 |
| Portogallo                 | 3                 |
| Regno Unito (independent)  | 5                 |
| Regno Unito (rock & metal) | 3                 |
| Svizzera                   | 12                |
| Ungheria                   | 8                 |